# Renato Iturrate
Héctor Renato Iturrate Azócar (* 20. März 1922 in Los Ángeles; † 7. Juni 2021 in Santiago de Chile) war ein chilenischer Radrennfahrer.

## Biografie
Renato Iturrate wurde in der chilenischen Stadt Los Ángeles geboren. Noch als er ein Kleinkind war, starb sein Vater und Iturrate zog im Alter von sieben Jahren zu seiner Tante nach Santiago de Chile. Dort besuchte er das Liceo Valentín Letelier de Santiago, machte jedoch keinen Schulabschluss, sondern half seinem Bruder beim Transport von Bergbaumaterial. Im Alter von 18 Jahren diente Iturrate beim Militär.
Durch den Freundeskreis seines Bruders kam Iturrate zum Radsport, entdeckte schnell sein Talent und nahm an lokalen Rennen teil. 1941 arbeitete er für den Club Cóndor in der Montage von Fahrrädern und begann im folgenden Jahr für das Team Rennen zu fahren. Nach fünf Jahren wechselte er zum Green Cross Club.
Iturrate nahm an den Olympischen Sommerspielen 1948 teil, konnte jedoch das Straßenrennen durch den Windsor Great Park nicht beenden. Auch in der Mannschaftswertung blieb er mit dem chilenischen Team ohne Platzierung.